# Anglie
Anglie (anglicky England) je největší a zdaleka nejlidnatější země Spojeného království Velké Británie a Severního Irska. Zároveň je to jediná z jeho čtyř složek, která nemá žádnou vlastní autonomii ani samosprávu. Zahrnuje jižní dvě třetiny ostrova Velká Británie. Na severu hraničí se Skotskem, na západě pak s Walesem, jinak ji obklopuje moře.
Anglie je pojmenována podle Anglů (ze staroanglického Engla land, což znamená "země Anglů"), jednoho z řady germánských kmenů, původem pravděpodobně ze severního Německa, které se v Anglii usadily v 5. a 6. století. Původně rozdělená Anglie se v 10. století sjednotila jako Anglické království, k němuž byl později (formálně až roku 1536) připojen i sousední Wales, přičemž Anglie zůstávala nadále jádrem a mocenským centrem tohoto státu. Od roku 1603 je Anglické království v personální unii se Skotským královstvím. Do roku 1707 bylo Anglické království samostatné, poté bylo začleněno do soustátí Spojeného království Velké Británie. Metropolí Anglie a jejím největším městem je Londýn, jenž je současně metropolí Spojeného království.
Vzhledem k populační a kulturní dominanci Anglie v rámci unie (zahrnuje asi 80 % obyvatel) a faktu, že Londýn je jejich společnou metropolí, se jako Anglie se často nesprávně označuje celé Spojené království (a pojmy „anglický“ a „britský“ splývají), což vadí nejen obyvatelům ostatních zemí unie, ale i některým Angličanům. Od roku 2002 v Anglii působí federalistická strana Angličtí demokraté (English Democrats Party), usilující o vznik samostatného autonomního anglického parlamentu s minimálně obdobnými kompetencemi, jako má současný skotský parlament.

## Dějiny
Území Anglie bylo osídleno již v prehistorickém období. Homo antecessor je zde prokázán už z doby přibližně před 780 000 lety. Po poslední době ledové tu ale zůstali pouze velcí savci (mamuti, bizoni, nosorožci srstnatí). Zhruba před 11 000 lety, když ledové příkrovy začaly ustupovat, lidé území znovu osídlili. Mořská hladina byla tehdy nižší, takže Británie byla spojena s Eurasií pozemním mostem.
Období neolitu připomínají památky jako Stonehenge nebo Avebury. V době železné se ze střední Evropy dostala do Anglie keltská kultura. Společnost byla kmenová (podle Ptolemaia bylo v této oblasti asi 20 kmenů).
V roce 55 př. n. l. se dvakrát neúspěšně pokusil o invazi do Anglie Julius Caesar. Za vlády císaře Claudia už Anglii, Wales a větší část nížin Skotska Římská říše ovládla a anektovala roku 43 pod názvem provincie Britannia. Panování Římanů trvalo zhruba do roku 410.
Romanizovaná Anglie pod nadvládou keltských Britonů se během stěhování národů stala cílem nájezdů germánských Anglosasů, nad kterými Britonové zvítězili v pololegendární bitvě na hoře Badon. Celé toto období se později stalo pozadím bájných příběhů o keltském králi Artušovi. Keltské obyvatelstvo bylo postupně vytlačeno západním směrem a částečně se vystěhovalo do pevninské Armoriky (Bretaně) a na dobytém území anglosasští vládci zřídili sedm království. V období okolo roku 800 se ostrov stal terčem nájezdů Vikingů. Jediným přežívajícím anglickým královstvím zůstal Wessex, jehož bezpečnost na nějakou dobu zajistil Alfréd Veliký v roce 878 vítězstvím v bitvě u Edingtonu. Za jeho nástupců došlo k politickému sjednocení Anglie, poprvé uskutečněnému Ethelstanem v roce 927, ale nová vlna skandinávských útoků z konce 10. století skončila dobytím tohoto království. Anglická královská dynastie byla obnovena nástupem Eduarda Vyznavače v roce 1042.
Roku 1066 zvítězil v bitvě u Hastingsu Vilém Dobyvatel a Anglii ovládli Normané. Po roce 1154 se u moci postupně vystřídalo několik královských dynastií. Nejprve to byli Plantagenetové (1154–1485), významnými panovníky byli zejména Richard I., Eduard I., Eduard III. a Jindřich V. Za jejich vlády byla v roce 1215 podepsána Magna Charta, anglický právní dokument omezující pravomoci panovníka a chránící privilegia svobodných lidí. V letech 1453 až 1487 došlo mezi dvěma větvemi královské rodiny – Yorky a Lancastery – k občanské válce, známé jako války růží.
Tento spor vyvrcholil porážkou a smrtí Richarda III. v bitvě u Bosworthu. Důsledkem byl nástup dynastie Tudorovců (1485–1603), jejímž prvním panovníkem byl Jindřich VII. Tudor, dalšími významnými pak Jindřich VIII. a Alžběta I. Během vlády této dynastie došlo k náboženské reformaci a vznikla anglikánská církev. Alžbětinská éra bývá někdy označována jako zlatý věk v anglických dějinách, kdy došlo i k rozkvětu anglické renesance.
Po smrti Alžběty I. v roce 1603 se stal skotský král Jakub také králem Anglie a Irska, přijal jméno Jakub I. a založil tak personální unii těchto tří zemí. Stuartovci byli u moci v letech 1603–1649, následovalo období Anglické republiky včetně tzv. Protektorátu (1649–1660) a vlády Olivera Cromwella jako lorda protektora. Poté došlo k obnovení vlády Stuartovců, která trvala do tzv. Slavné revoluce v roce 1688, po které nastoupil v roce 1689 na trůn Vilém Oranžský.
V roce 1707 se Anglie spojila se Skotskem. Právním základem tohoto spojení jsou zákony o unii. Pozdější dějiny Anglie jsou již součástí dějin Spojeného království.

## Zemské symboly

### Vlajka
Anglická vlajka je tvořena bílým listem o poměru stran 3:5 se svatojiřským křížem. Šířka kříže je 1/5 výšky vlajky.

### Znak
Anglický znak je tvořen červeným štítem se třemi zlatými leopardy s modrou zbrojí a jazykem. V českém blasonu je toto zobrazení lva nazýváno leopard, v anglickém blasonu se užívá three lions passant guardant.

### Hymna
Během sportovních akcí, kdy je třeba zahrát hymnu některé ze zemí Spojeného království, se hrají písně, které však nemají uzákoněn oficiální status. Pro Anglii to jsou:
God Save the King (Britská hymna), Jerusalem, Rule, Britannia! nebo Land of Hope and Glory.

## Geografie

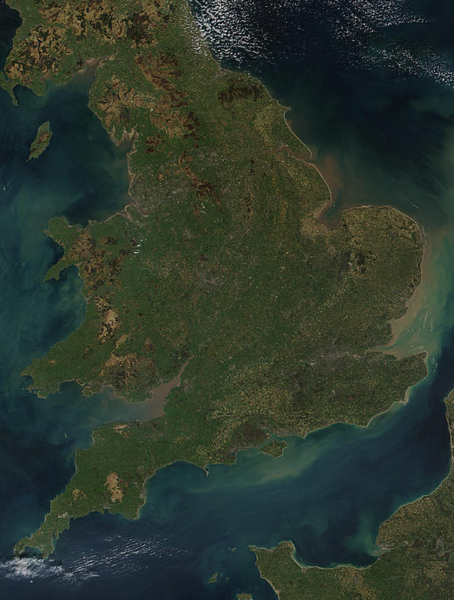
Satelitní snímek Anglie a Walesu

Anglie zahrnuje dvě třetiny ostrova Velká Británie, centrální a jižní, a několik přilehlých ostrovů, z nichž největší je ostrov Wight. Na severu hraničí se Skotskem, na západě s Walesem. Je blíž kontinentální Evropě než kterákoliv jiná část Británie. Od Francie ji odděluje jen 38 km široká mořská úžina. Na východě obklopuje Anglii Severní moře a na západě Keltské moře, která na jižní strany spojuje Lamanšský průliv.
V Anglii převažují nížiny, hornatější je jihozápadní část (zasahuje sem Kambrické pohoří) a zejména severní část s řetězem nízkých hor, Pennines, rozdělující severní a střední Anglii na východní a západní část. Západně od těchto hor se nachází jezerní oblast Lake District se stejnojmenným národním parkem, s největším jezerem Windermere a také s nejvyšší horou Anglie Scafell Pike. Východně se rozkládá plochá, nížinatá bažinatá krajina, která byla z velké části vysušena pro zemědělské využití.
Nejdelší řekou protékající Anglií je Severn (354 km), zároveň nejdelší řeka ve Spojeném království. Další významné anglické řeky jsou Temže (346 km), Trent (274 km), Great Ouse (230 km), Avona (154 km), Tyne (118 km) a Mersey (109 km).
V celé Anglii převládají louky a pastviny, v jižní Anglii je vyšší podíl orné půdy. Převážně listnaté lesy poskytují dobré podmínky pro divokou zvěř; pouze v severních a horských oblastech Anglie ustupují jehličnatým lesům. Anglická příroda se ale musela vypořádat s industrializací, s velkou hustotou osídlení i s intenzivním zemědělstvím. Některé druhy fauny se přizpůsobily městskému a příměstskému prostředí (např. liška obecná je nejrozšířenějším městským savcem po potkanovi, rozšířeným druhem je zde i holub hřivnáč). Pokud jde o ochranu přírody a zlepšování životního prostředí, řadí se Anglie mezi vyspělé země.

### Podnebí
Anglie má mírné přímořské klima s teplotami ne o mnoho nižšími než 0 °C v zimě a ne o mnoho vyššími než 32 °C v létě. Významný vliv na podnebí má blízkost Anglie k Atlantskému oceánu, její severní zeměpisná šířka a oteplování moře Golfským proudem. Počasí je poměrně často vlhké a proměnlivé. Nejchladnějšími měsíci jsou leden a zejména na anglickém pobřeží únor, zatímco červenec je obvykle nejteplejším měsícem. Měsíce s mírným až teplým počasím jsou květen, červen, září a říjen. Dešťové srážky jsou po celý rok poměrně rovnoměrné; jsou vyšší na západě a v oblasti Lake District. Podnebí se směrem na sever Anglie ochlazuje.

### Města
Pro Anglii jsou typické velké městské aglomerace, z nichž největší je oblast Velkého Londýna. Další městské oblasti značné velikosti a vlivu jsou v severní Anglii nebo v anglickém středozemí. Členité pobřeží s mnoha chráněnými zátokami také umožnilo vznik významných přístavů (Londýn, Liverpool, Southampton, Portsmouth, Sunderland, Dover).

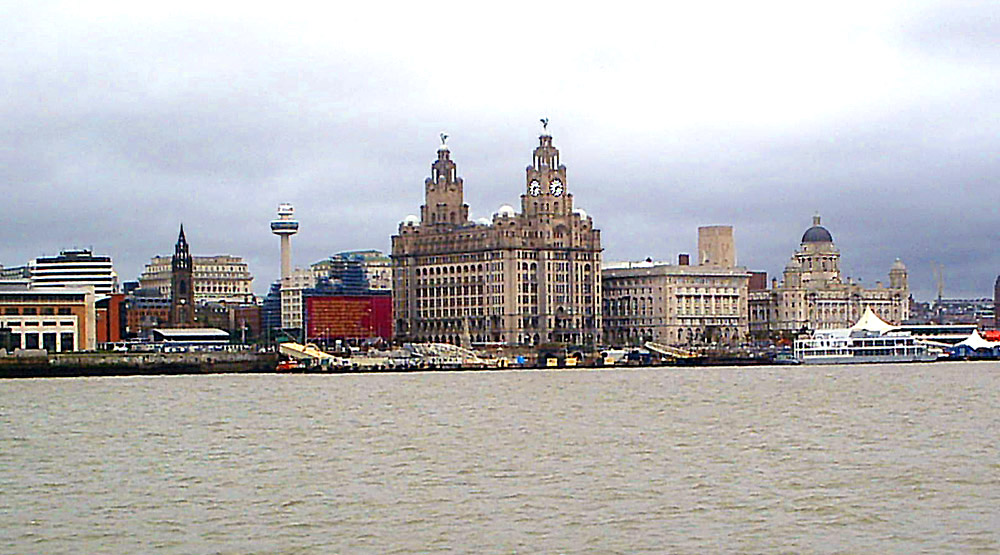
Liverpool

Abecední seznam největších anglických měst:
- Birmingham
- Bradford
- Bristol
- Cambridge
- Coventry
- Derby
- Kingston upon Hull
- Leeds
- Leicester
- Liverpool
- Londýn
- Manchester
- Newcastle upon Tyne
- Norwich
- Nottingham
- Peterborough
- Plymouth
- Preston
- Sheffield
- Stoke-on-Trent
- Wolverhampton
- York

## Politické a právní uspořádání
Anglie je součástí Spojeného království, tedy konstituční monarchie s parlamentním systémem. Je řízena přímo parlamentem Spojeného království. V Dolní sněmovně, což je dolní komora britského parlamentu se sídlem ve Westminsterském paláci, je 532 členů parlamentu za volební obvody v Anglii (z celkového počtu 650 členů). Od všeobecných voleb ve Spojeném království v roce 2019 je Anglie zastoupena 345 poslanci z Konzervativní strany, 179 z Labouristické strany, sedmi z Liberálních demokratů, jedním ze Strany zelených a předsedou sněmovny, kterým je Lindsay Harvey Hoyle (* 1957).
Anglický právní systém, který se vyvíjel po staletí, je základem právních systémů používaných ve většině zemí Commonwealthu i ve Spojených státech (kromě Louisiany). Obecná podstata anglického práva spočívá v tom, že soudci na řešené případy aplikují svůj zdravý rozum a znalost právních precedentů (stare decisis). V čele soudního systému je Senior Courts of England and Wales, který se skládá z odvolacího soudu, Nejvyššího soudního dvora pro civilní případy a Korunního soudu pro trestní případy. Rozhodnutí tohoto nejvyššího soudu jsou závazná pro každý další soud v hierarchii. Za soudní systém, věznice a probaci v Anglii odpovídá parlamentu státní tajemník pro spravedlnost.

## Správní členění
Původně byla nejvyšším článkem anglického správního systému hrabství. Toto členění navázalo na staré celky z doby před sjednocením Anglie, například království jako byly Essex či Sussex; vévodství, jakými byly Yorkshire, Cornwall či Lancashire, nebo pouze panství daná nějakému šlechtici, což je například případ Berkshiru. Do roku 1867 se hrabství členila na malé celky nazývané setniny (anglicky hundred).
Tato hrabství stále existují jako tradiční hrabství. Z mnoha důvodů však byla tato hrabství v mnoha částech Anglie silně pozměněna nebo zrušena jako administrativní celky.
Fakt, že hrabství byla tak malá, mělo za následek, že zde neexistovala žádná regionální vláda schopná koordinovat spolupráci na regionální úrovni. To byl především případ metropolitních oblastí obklopujících města, protože hranice hrabství byla určena už několik století před průmyslovou revolucí a masovou urbanizací Anglie. Řešením byl vznik metropolitních hrabství, která byla později zrušena, a s několika hrabstvími rozdělena do celků zvaných unitary authority, spojujících správu na úrovni hrabství a distriktů.
Hrabství a unitary authority se dál seskupují do regionů, existujících od roku 1994. Velký Londýn má zvláštní postavení a je jediným regionem, který má zastupitelstvo a starostu voleného v přímých volbách. Londýn se dále člení na 32 obvodů, přičemž Corporation of London zůstává i nadále zastupitelstvem Londýnské City.
Vedle Velkého Londýna jsou dalšími regiony:
- Severovýchodní Anglie (North East England)
- Severozápadní Anglie (North West England)
- Yorkshire a Humber (Yorkshire and the Humber)
- Západní Midlands (West Midlands)
- Východní Midlands (East Midlands)
- Východ Anglie (East of England)
- Jihozápadní Anglie (South West England)
- Jihovýchodní Anglie (South East England)

S výjimkou Londýna mají regiony málo kompetencí a nemají volené představitele; regionální správa je v rukách nevolených zastupitelstev.

## Hospodářství
Anglická ekonomika je jednou z největších a nejdynamičtějších na světě s průměrným HDP na hlavu 28 100 liber šterlinků (GBP, oficiální měna v Anglii). Obvykle je považována za smíšenou tržní ekonomiku, přijala mnoho principů volného trhu, přesto si udržuje vyspělou infrastrukturu sociálního blahobytu. Za rozvoj a provádění vládní hospodářské politiky a politiky veřejných financí zodpovídá Ministerstvo financí Jejího Veličenstva v čele s ministrem financí.
Zdanění v Anglii je ve srovnání s většinou zbytku Evropy poměrně konkurenceschopné – od roku 2014 je základní sazba daně fyzických osob 20 % ze zdanitelného příjmu.
Ekonomika Anglie je největší částí ekonomiky Spojeného království, která má podle parity kupní síly 18. nejvyšší HDP na hlavu na světě (v roce 2019). Anglie patří na vedoucí pozice v chemickém a farmaceutickém sektoru a v klíčových technických odvětvích, zejména v letectví a zbrojním průmyslu a v oblasti software.
Finančním centrem Anglie je Londýn, kde sídlí London Stock Exchange, hlavní burza cenných papírů Spojeného království a největší v Evropě. Centrální bankou Spojeného království je Bank of England, založená v roce 1694 skotským bankéřem Williamem Patersonem. Od roku 1946 je státní institucí, má monopol na vydávání bankovek v Anglii a Walesu. Odpovědnost za řízení měnové politiky země a stanovení úrokových sazeb má Výbor pro měnovou politiku banky.
Anglie je vysoce industrializovaná, ale od 70. let 20. století dochází k úpadku tradičního těžkého a zpracovatelského průmyslu a k rostoucímu důrazu na ekonomiku více orientovanou na odvětví služeb. Významným odvětvím se stal cestovní ruch.
Exportní části ekonomiky dominují léčiva, automobily (některé původně anglické značky jsou ale nyní v zahraničním vlastnictví, např. Land Rover, Lotus, Jaguar a Bentley), ropa z anglických částí Severního moře, letecké motory a také alkoholické nápoje.
Londýn je považován za jedno z nejrychleji rostoucích technologických center v Evropě, je v něm více než 100 technologických společností v hodnotě přes 1 miliardu USD.
K významným firmám britského průmyslu sídlícím v Anglii patří GKN (výrobce kovových a kompozitních komponent pro letectví a automobilový průmysl), BAE Systems (největším evropský zbrojní koncern) nebo Rolls-Royce Holdings (druhý největší světový výrobce leteckých motorů; vyrábí také nízkoemisní energetické systémy pro lodě, zařízení a bezpečnostní systémy pro jaderný průmysl a zařízení pro ropný a plynárenský průmysl).
Firma Astrium se sídlem ve Stevenage a Portsmouthu je zaměřena na vesmírný průmysl, vyrábí např. zařízení pro komerční satelity a satelitní systémy.
Pokud jde o anglické zemědělství, je intenzivní, vysoce mechanizované a efektivní: produkuje 60 % potravinových potřeb Anglie s pouhými 2 % pracovní síly. Dvě třetiny produkce tvoří živočišná výroba. Hlavními plodinami, které se pěstují, jsou pšenice, ječmen, oves, brambory, cukrová řepa.
Anglie si zachovává jako významnou součást ekonomiky i rybářský průmysl. Je také bohatá na přírodní zdroje včetně uhlí, ropy, zemního plynu, cínu, vápence, železné rudy, soli, jílu, křídy, sádry, olova a oxidu křemičitého.
Dopravní systém disponuje hustou sítí železnic a dálnic. Významná letiště jsou v Londýně (Heathrow) a Manchesteru. Spojení s evropskou pevninou přes kanál La Manche zajišťují lodní trajekty (terminály v Doveru a Folkestone) a podmořský tunel mezi anglickým Folkestone a francouzským Coquelles u Calais, dlouhý přes 50 km.
Rozvinutý cestovní ruch se soustřeďuje zejména na Londýn, na města s historickými katedrálami (York, Lincoln, Salisbury, Chester), na přímořská střediska (Blackpool, Brighton) a na národní parky (Lake District, Peak District).

## Obyvatelstvo
Anglie je nejlidnatější, nejhustěji zalidněnou, nejvíce urbanizovanou a etnicky nejrozmanitější zemí Spojeného království.
Žije zde 56 milionů obyvatel, což je 84 % obyvatel celého Spojeného království.
Při sčítání obyvatel v roce 2011 bylo etnické složení Anglie následující:
- 85,5 % – běloši (79,8 % bílí Britové, 1,0 % bílí Irové, 0,1 % cikáni a irští kočovníci, 4,6 % jiní běloši)
- 7,5 % Asiaté (2,6 % Indové, 0,8 % Bangladéšané, 2,1 % Pákistánci, 1,5 % Číňané, 1,6 % ostatní Asiaté)
- 3,5 % černoši (1,8 % – Afričané; 1,1 % Karibští černoši; 0,5 % jiní černoši)
- 2,0 % – míšenci
- 1,0 % – ostatní (0,4 % Arabové, 0,6 % další skupiny)

### Náboženství
Při sčítání lidu v roce 2011 uvedlo 59,4% obyvatel Anglie své náboženství jako křesťanské, 24,7% obyvatel bylo bez vyznání, 5% byli muslimové (podrobněji v tabulce).
Křesťanství je nejrozšířenější náboženství v Anglii již od raného středověku. Po rozkolu vyvolaném Jindřichem VIII. roku 1534 došlo ke vzniku samostatné anglikánské církve, která je oddělena od římskokatolické církve a považuje se za katolickou i protestantskou; je nejrozšířenější křesťanskou církví v Anglii. Mnohé objekty patřící anglikánské církvi jsou historické budovy značného architektonického významu, například Westminsterské opatství, Yorská katedrála, Durhamská katedrála a Salisburská katedrála.
Druhou nejrozšířenější církví je římskokatolická církev. Z Anglie byl také ve 12. století papež Hadrián IV. Třetí nejrozšířenější je protestantismus; k protestantům se řadí i baptisté, kvakeři, kongregacionalisté nebo unitáři.
Patronem Anglie je svatý Jiří; symbolicky ho připomíná i kříž na anglické vlajce.
Zejména od padesátých let 20. století se v Anglii díky imigraci z bývalých britských kolonií šířila i další náboženství, především islám. 
| Náboženství      | Populace   | % populace |
| ---------------- | ---------- | ---------- |
| Křesťanství      | 31,479,876 | 59.4       |
| Islám            | 2,660,116  | 5.0        |
| Hinduismus       | 806,199    | 1.5        |
| Sikhismus        | 420,196    | 0.8        |
| Judaismus        | 261,282    | 0.5        |
| Buddhismus       | 238,626    | 0.4        |
| Jiné náboženství | 227,825    | 0.4        |
| Bez vyznání      | 13,114,232 | 24.7       |
| Neuvedeno        | 3,804,104  | 7.2        |

### Sport
Sport je významnou součástí životního stylu Angličanů. Mezi sporty, které pocházející z Anglie nebo tam byly kodifikovány do nynější podoby, patří fotbal, kriket, ragby, tenis, box, badminton, squash, pozemní hokej, stolní tenis. Oblíbený je i golf a dostihové sporty a také hry jako kulečník, bowling nebo šipky.